# Chiesa di San Michele Arcangelo (Mereto di Capitolo)
La chiesa di San Michele Arcangelo è la parrocchiale di Mereto di Capitolo, in provincia ed arcidiocesi di Udine; fa parte della forania del Friuli Centrale.

## Storia
La prima citazione di una chiesa dedicata a San Michele a Mereto di Capitolo risale al XV secolo.
Questa chiesa fu ampliata notevolmente nel 1695, cambiandole totalmente aspetto, e venne consacrata nel 1717. L'edificio fu restaurato nel 1943 e nel 1988. Nel 2007 l'interno della chiesa fu ritinteggiato e, nel 2013, il campanile è stato restaurato.

## Descrizione, interno e campanile
L'edificio religioso è simile a molte chiese della pianura friulana rimaneggiate tra Settecento e l'inizio del Novecento. L'elemento identificativo principale è la facciata con quattro lesene doriche sormontate da un timpano. All'interno si possono ammirare varie ed interessanti opere d'arte. L'altare maggiore dalle forme barocche, in marmi policromi, presenta al centro una pala raffigurante S. Michele. L'opera datata 1669, attribuita a Giuseppe Coasattini, raffigura San Michele Arcangelo nell'atto di uccidere il drago con i Santi Pietro, Marco e in alto una Madonna con Bambino. Pregevoli sono anche gli altari dell'aula ma in particolare le opere che ospitano, quello di destra custodisce una pala settecentesca di Pietro Bainville, pittore francese abitante a Palmanova, raffigurante il Sangue di Cristo; secondo altre fonti l'opera è conosciuta come l'altare delle Anime. L'altro altare accoglie la pala lignea Madonna con Bambino in trono proveniente dalla demolita chiesa di Ronchis. La preziosa opera è attribuita a vari scultori operanti in Friuli tra i secoli XV-XVI.
La torre campanaria presenta bifore su tutti quattro i lati.